# NEURO TOKYO
NEURO TOKYO（ニューロ トウキョウ）は、日本のプロデューサー兼ラッパーのGOUKIとギタリスト兼サウンドプロデューサーのKENICHI Yらによる音楽レーベルである。NEURO TOKYOは東京・渋谷区神宮前にあったロフトスペースでもある。

## 来歴
- 2015年結成。

## メンバー
- GOUKI
  - プロデューサー兼ラッパー。1997年から東京国分寺のCLUB ROOTSにて活動をスタート。ヒップホップグループ「GOODFELLAS」（2004年解散）「O LA U-TANG」（2009年解散）「CAMELBACK」「DOOBEEIS」にラッパーとして参加。
- KENICHI Y
  - ギタリスト兼サウンドプロデューサー。大阪を拠点に2002年から音源制作やLIVE活動をスタート。

## ディスコグラフィー

### CD
- BAMUDA58：（2002年/WARNER INDIES NETWORK ）
  - GOUKIとKILOによるヒップホップグループGOODFELLASの1st EP。
- THE VEXING BULLETS：（2003年/POSITIVE PRODUCTION ）
  - GOODFELLASの2nd EP。
- CRAP：（2004年/HAPPY HOUSE/VICTOR ENTERTANIMENT）
  - GOODFELLASの1st ALBUM。
- もりのひと：（2006年/Da,Me.Records）
  - GOUKI、RAPMANIAC、GISSHER、ともしMC（現 ATOMOSHIPHIRE）、APRI、 INDARA、CUTE、DJ TSUNEO（現 DJ TUNA）、DJ FAT山、DJ PAN2によるヒップホップグループO LA U-TANGの1st ALBUM
- DOOBEEIS：（2010年/FILE RECORDS）
  - GOUKIとHIDENKAによるヒップホップグループDOOBEEISの1st ALBUM
- 9th DOPE：（2011年/FILE RECORDS）
  - DOOBEEISとANN-G&MAR420によるDUBユニットBOOTによるREMIX ALBUM

### アナログ
- REMIXED EP VINYL：（2008年/BAACKSEAT CHILL）
  - CAMELBACKによる作品集
- DELICIOUS EP：（2011年/FILE RECORDS）
  - DOOBEEISによる作品集

### カセットテープ
- ABSOLUTE：（2000年/ヒゲFUNK PRODUCTION）
  - GOODFELLASによる1st TAPE ALBUM
- FAMILY VIBES SUMMER'17：（2017年/OTO COMPANY）
  - GOUKIによるMIX TAPE第一弾
- FAMILY VIBES AUTUMN'17：（2017年/OTO COMPANY）
  - GOUKIによるMIX TAPE第二弾。SWING JAZZをセレクト。
- FAMILY VIBES WINTER'18：（2018年/OTO COMPANY）
  - GOUKIによるMIX TAPE第三弾。FUNKやSOUL MUSICをセレクト。

### CD-R
- SPICE OF LIFE：（2007年/BAACKSEAT CHILL）
  - GOUKIとDJ TSUNEOによるヒップホップグループCAMELBACKの1st SINGLE
- VOID：（2007年/BAACKSEAT CHILL）
  - CAMELBACKの2nd SINGLE
- GO AROUND：（2007年/BAACKSEAT CHILL）
  - CAMELBACKの3rd SINGLE

### デジタル
- 珍道中：（2012年/BAACKSEAT CHILL）
  - GOUKIによる初のALL SELF PRODUCE ALBUM。
- THURSDAY SESSION：（2012年/BAACKSEAT CHILL）
  - CAMELBACKとドラマーの難病BEAT声造による実験的セッションアルバム。